# Estadio Municipal de Butarque
Estadio Municipal de Butarque är en arena i Leganés, Spanien. Den används för fotboll då den är hemmaarena för CD Leganés som spelar i La Liga. Arenan har en kapacitet på 10 958 åskådare. 
Namnet kommer från stadens skyddshelgon "Nuestra Señora de Butarque" (vår fru av Butarque). Den byggdes 1997 och 1998. När den blev klar invigdes den med en match mellan CD Leganés och Xerez CD.
Förutom fotboll har arenan varit värd för bl.a. konserter.